# Cantuaria allani
Cantuaria allani är en spindelart som beskrevs av Forster 1968. Cantuaria allani ingår i släktet Cantuaria och familjen Idiopidae. Inga underarter finns listade.